# Tito Flavio Postumio Varo
Tito Flavio Postumio Varo (in latino Titus Flavius Postumius Varus; fl. 262-271) è stato un politico e militare romano di età imperiale.

## Biografia
La sua carriera politica e militare è attestata da tre iscrizioni, due (CIL VI, 1416 e CIL VI, 1417) ritrovate a Roma e una (CIL VII, 95) ritrovata a Caerleon, in quella che era la provincia della Britannia Inferior, dove restaurò un tempio di Diana.
Si sa che fu vir clarissimus, poi legato della Legio II Augusta (prima del 262), console suffetto in un anno sconosciuto e infine praefectus urbi di Roma nel 271. Descritto come «oratore», fu anche augure e quindecemvir.
Bisnipote di Marco Postumio Festo, fu probabilmente fratello o cugino di Tito Flavio Postumio Tiziano e imparentato con Tito Flavio Postumio Quieto e Postumio Suagro.